# Notarkammer Baden-Württemberg
Die Notarkammer Baden-Württemberg organisiert und vertritt als Körperschaft des öffentlichen Rechts die  Notare der Oberlandesgerichtsbezirke Stuttgart und Karlsruhe. Diese wurde 1961 begründet.
Aufsichtsbehörde ist die Landesjustizverwaltung (Justizministerium Baden-Württemberg). Ihren Sitz hat die Notarkammer Baden-Württemberg in der Friedrichstraße in Stuttgart.

## Vorstand
- als Präsident Notar Peter Wandel, Esslingen
- als Vizepräsident Notarin Andrea Stutz, Konstanz
- weitere Mitglieder
- Rechtsanwalt und Notar Jürgen Kunz, Stuttgart
- Notar Jochen Hillebrand, Stuttgart
- Notar Klaus-Martin Jauch, Stuttgart
- Notar Walter Büttner, Schwetzingen
- Notarin Kathrin Wahl, Göppingen

## Geschäftsführung
- Notarassessor Markus Baschnagel